# Procenttecken

Procenttecken

Procenttecken eller %-tecken används för att beteckna procent, det vill säga hundradelar.
Procenttal bör enligt Språkrådet skrivas så att procenttecknet skiljs med ett fast mellanrum från själva siffervärdet: Skriv 10 % hellre än 10%. Det är även rekommendationen för svenska myndighetstexter.

## Datateknik
Unicode-koden för procenttecknet är U+0025 (Percent Sign). I Unicode-uppsättningen finns även särskilt arabiskt procenttecken: Arabic Percent Sign (٪) på positionen U+066A och ett östasiatiskt fullviddstecken på U+FF05 (％).

## Historia
Procenttecknet kan härledas tillbaka till 1400-talets Italien där ett dokument med texten pc med en ring över c:et använts istället för det mer vanliga per cento. Detta tecken utvecklades sakta för att på 1600-talet blivit ÷ och på 1800-talet har det horisontella strecket lutats till det tecken vi använder idag, %.